# Bonifacy Miązek
Bonifacy Miązek (geboren am 27. März 1935 in Kolonia Szczerbacka; gestorben am 17. Oktober 2018 in Wien)  war ein polnischer katholischer Priester, Dichter, Literaturkritiker und Literarhistoriker.

## Ausbildung und Leben
Miązek besuchte das Priesterseminar in Sandomierz. Nach seinem Abschluss 1959, debütierte er 1963 mit Gedichten in der Literaturzeitschrift Więź. Im Jahre 1965 kehrte er von einer Urlaubsreise nach Österreich nicht mehr zurück, beantragte dort politisches Asyl und lebte fortan bis zu seinem Tode in Wien. An der Universität Wien promovierte er 1972 mit einer Arbeit über Kazimierz Wierzyński und lehrte dort am Institut für Slawistik polnische Literaturgeschichte. Im Jahre 1984 habilitierte er sich mit der Arbeit "Polnische Literatur 1863–1914. Darstellung und Analyse."
Für sein dichterisches Werk bekam Miązek zweimal den Literaturpreis der Zeitschrift Wiadomości, nämlich 1967 und 1971. Er wurde auch mit dem Preis der Kościelski-Stiftung ausgezeichnet.

## Werke

### Dichtung
- Ziemia otwarta (Paris 1967)
- Słowa na pustyni (London 1971) – Sowohl Redakteur als auch als einer der Autoren
- Wiersze (London 1984)
- Powrót do domu : wiersze (Katowice 1992)
- Sandomierskie wirydarze (London 2004)
- Szukam domu. Ich suche ein Zuhause (Wrocław 2006)

### Arbeiten als Literaturkritiker
- Przygoda z książką : wybór szkiców i recenzji o poezji i prozie (Wrocław 2004)
- Studien zur polnischen Literatur (Frankfurt am Main 1993)

### Literarhistorische Abhandlungen
- Polnische Literatur 1863 – 1914. Darstellung und Analyse (Wien 1984)
- Polnische Literatur des Mittelalters und der Renaissance (Frankfurt am Main 1993)